# Eleven Hold
Az Eleven Hold Székesfehérvár környéki magyar rock (pop/rock, grunge-rock) együttes, mely 1998-tól jelenleg is aktív. 2010-ben megváltozott összetétellel újraalakultak. Legutóbbi lemezüket 2018-ban adták ki Magasról címmel, melyről az Átok című dalhoz videóklip is készült

## Története

### Hetes Körzet
Az Eleven Hold elődjének az 1994 szeptemberében alakult Hetes Körzet-formáció tekinthető. Ebben a későbbi tagok közül Nap (Török-Zselenszky Tamás), Basa (Balassa Béla) és Robogó (Pábli Róbert) szerepelt.
Bár a Hetes Körzet megnyerte a Tokaji Rocktábor versenyét, második lett a Marshall országos tehetségkutatón, 1996-ban pedig Külső életek címmel demó hanganyagot jelentetett meg, nem sikerült kiadót találniuk, majd az egyik tag, ifjabb Marosi Sándor halála után fel is oszlott az együttes.
Nap (Török-Zselenszky Tamás): ének, gitár, szöveg
Marosi Sándor: szólógitár
Fridrich István: gitárok
Balassa Béla: basszusgitár
Pábli Róbert: dobok

### Majdnem/Eleven Hold
A Nowhere-ben szárnyait bontogató Dinky (ifj. Bodó Gyula) és Nap (Török-Zselenszky Tamás) Balaton körüli utcazenélése során készültek el azok a versek és zenék, melyek az új formáció alapját képezték. Az együttes Psottal (Joós Zsófia) egészült ki, ezzel kialakult a zenekar legtovább érvényes felállása:
- Nap (Török-Zselenszky Tamás): ének, gitár, szöveg (sz. Budapest)
- Basa (Balassa Béla): basszusgitár (sz. Székesfehérvár)
- Dinky/Gyuszkó (ifj. Bodó Gyula): gitár (sz. Mór)
- Psot (Joós Zsófia): hegedű (sz. Veszprém)
- Robogó (Pábli Róbert): dobok (sz. Mór)
- Robesz (Szili Róbert): konga, percussion (sz. Mór)[3]

A Majdnem demóanyaga részvételt biztosított számukra a gödöllői Országos Dalostalálkozóra, ahol az EMI Magyarország vezetője leszerződtette őket. 2000 márciusában megjelent az első album, az Eleven Hold, mely általában pozitív kritikákat kapott. Megjelent az első videóklip, Az a néhány tegnapi perc, amelyet sokáig műsorán tartott a Z+ zenetévé, majd a Hiábavaló c. szám klipje is elkészült, melyet a Velencei-tó partján forgattak. 2000 végén országos turnéra indultak. 2001 februárjában elkészült Sehol című számuk klipje, amelyet Székesfehérvár főterén forgattak.
Szintén februárban elnyerték a Wigwam Rock Club Arany Nyíl-díját az „Év felfedezettje” és az „Év videóklipje” (Hiábavaló) kategóriában. Ez év nyarán léptek fel először a Sziget Fesztiválon. 2002 decemberében megjelent a második sorlemez, a „Leszálltunk, hogy felférj!”, melyet csak 2005 áprilisában követett az Eleven Hold harmadik albuma, Cserélnénk magunkkal címmel.

### A szétválás időszaka
2006 novemberében Basa felfüggesztette a zenélést a zenekarban, az új basszusgitáros Balu (Egri Balázs), a korábbi hangmérnök lett.
2007 májusban tartották az utolsó koncertet Török-Zselenszky Tamással együtt, majd több hónap csend következett, a honlap fórumain és a levelezőlistán találgatásokkal és bennfentesnek tartott információkkal.
Sokáig kellett várni, míg 2007. április 11-én a zenekar a honlap fórumán bejelentette, hogy Nappal, az addigi frontemberrel elválnak útjaik, és új énekest keresnek. A szakítás részleteit azóta sem osztották meg nyilvánossággal, ezzel kapcsolatban új hír nem jelent meg a honlapon. Nap egy 2018-as interjúban beszélt először arról: a tagok nehezményezték, hogy saját zenés költői esteken mutatja be új dalait, és őt tették meg felelőssé azért, mert nem futott be a zenekar.

### Újjáalakulás
2010 nyarán Basa, Zsófi és Nap nélkül újjáalakultak, az énekesi posztra a Megasztár, és Csillag születik tehetségkutató műsorokból megismert Moller Zsolt került.
2012-ben Basa ismét csatlakozott a zenekarhoz, amelynek azóta is aktív tagja.
Az új felállás:
- Moller Zsolt: ének, billentyű
- Balu (Egri Balázs): basszusgitár
- Gyuszkó (ifj. Bodó Gyula): gitár
- Robogó (Pábli Róbert): dobok
- Robesz (Szili Róbert): konga, percussion.billentyű[8]
- Basa : gitár

## Diszkográfia

### Albumok
- Eleven Hold (2000. március)
- „Leszálltunk, hogy felférj!” (2002. december)
- Cserélnénk magunkkal (2005)
- Négy (2011. augusztus)
- Magasról (2018)

### EP-k
- Az a néhány tegnapi perc (2000)
- Sehol (2000)
- Három percig (2002)
- A párna mélyén (2004)
- Fél százalék (2005)

### Videóklipek
- Az a néhány tegnapi perc (2000)
- Hiábavaló (2000)
- Sehol (2001)
- Három percig (2002)
- Fekete Anemona (2003)
- A Ring For My Dear-Crow (2003)
- A párna mélyén (2004)
- A párna mélyén (Easy Green) (2004)
- No meg a bor (2004)
- Ha így állunk, arra (2005)
- Fél százalék (2005)
- Törvénymentes hét (2006)
- Mi az ami (2011)
- Reni kedvence (2011)
- Átok (2018)